# Halysiomyces saxatilis
Halysiomyces saxatilis är en svampart som beskrevs av E.G. Simmons 1981. Halysiomyces saxatilis ingår i släktet Halysiomyces, divisionen sporsäcksvampar och riket svampar.   Inga underarter finns listade i Catalogue of Life.